# Merophysia ovalipennis
Merophysia ovalipennis is een keversoort uit de familie zwamkevers (Endomychidae). De wetenschappelijke naam van de soort werd in 1876 gepubliceerd door Coye.